# RedTube
RedTube é um website de compartilhamento de vídeos pornográficos, um conceito também conhecido como Porn 2.0. Está no ranking dos 100 top sites no Alexa. Sua popularidade foi atribuída ao seu nome não-sexual[carece de fontes?]. RedTube foi classificado como o site mais rápido em crescimento no ano De 2009. O RedTube é um dos sites pornográficos mais conhecidos e acessados de todo o mundo.

## Conceito
RedTube tem muitas semelhanças com YouPorn e PornoTube como um site de compartilhamento de vídeos projetado para permitir às pessoas a fazer upload de vídeos pornográficos no site, que são então pesquisadas por usuários para que encontrem conteúdos preferidos. Como muitos outros sites de vídeo, requer o plug-in Adobe Flash. Vídeos enviados normalmente estão disponíveis no site depois de algumas semanas. O conteúdo inclui os segmentos comerciais de filmes pornográficos, clipes de publicidade para sites pornográficos e de auto-shot vídeos amadores. O RedTube ganhou sua versão brasileira em 2017 com filmes adultos.